# La Citadelle de l'Autarque
La Citadelle de l'Autarque (titre original : The Citadel of the Autarch) est un roman de Gene Wolfe publié en 1982.

## Distinctions et place dans l'œuvre de l'auteur
Nommé pour le prix Nebula du meilleur roman 1983, il reçoit le prix John-Wood-Campbell Memorial 1984. 
Il reçoit le prix Apollo 1985.
Il est le quatrième tome d'une pentalogie intitulée Le Livre du second soleil de Teur ou Le Livre du nouveau soleil selon les éditeurs.

## Éditions
- The Citadel of the Autarch, 1982, Timescape Books (en), 317 p.  (ISBN 0-671-45251-7)
- La Citadelle de l'Autarque, Denoël, coll. « Présence du futur » no 375, février 1984, trad. William Olivier Desmond, 384 p.  (ISBN 2207303756)
- La Citadelle de l'Autarque, Gallimard, coll. « Folio SF » no 363, mars 2010, trad. William Olivier Desmond, Pierre-Paul Durastanti et Patrick Marcel, 496 p.  (ISBN 9782070429189)

## Le Livre du second soleil de Teur
- L'Ombre du bourreau
- La Griffe du demi-dieu
- L'Épée du licteur
- La Citadelle de l'Autarque
- Le Nouveau Soleil de Teur